# Selma Gürbüz
Selma Gürbüz (ur. 1960 w Stambule, zm. 22 kwietnia 2021 tamże) – turecka malarka i rzeźbiarka.
Gürbüz urodziła się w 1960 roku. Studiowała na Marmara University w Stambule.
Była jedną z czołowych postaci w sztuce współczesnej w Turcji. Jej prace znajdują się w Muzeum Brytyjskim, Fondation Maeght, SantralIstanbul, Istanbul Bilgi University, Muzeum Sztuki Nowoczesnej w Stambule, Proje 4L i State Art and Sculpture Museum.
Zmarła 22 kwietnia 2021 z powodu choroby COVID-19.